# Cantone di Bernay
Il Cantone di Bernay è una divisione amministrativa dell'arrondissement di Bernay.
È stato costituito a seguito della riforma approvata con decreto del 25 febbraio 2014, che ha avuto attuazione dopo le elezioni dipartimentali del 2015.

## Composizione
Comprende i seguenti 34 comuni:
- Ajou
- La Barre-en-Ouche
- Beaumesnil
- Bernay
- Bosc-Renoult-en-Ouche
- Caorches-Saint-Nicolas
- Carsix
- Corneville-la-Fouquetière
- Courbépine
- Épinay
- Fontaine-l'Abbé
- Gisay-la-Coudre
- Gouttières
- Granchain
- Les Jonquerets-de-Livet
- Landepéreuse
- Malouy
- Menneval
- Le Noyer-en-Ouche
- Plainville
- Plasnes
- La Roussière
- Saint-Aubin-des-Hayes
- Saint-Aubin-le-Guichard
- Saint-Aubin-le-Vertueux
- Saint-Clair-d'Arcey
- Saint-Léger-de-Rôtes
- Saint-Martin-du-Tilleul
- Saint-Pierre-du-Mesnil
- Sainte-Marguerite-en-Ouche
- Saint-Victor-de-Chrétienville
- Serquigny
- Thevray
- Valailles